# Scaphinotus hatchi
Scaphinotus hatchi är en skalbaggsart som beskrevs av Beer. Scaphinotus hatchi ingår i släktet Scaphinotus och familjen jordlöpare. Inga underarter finns listade i Catalogue of Life.